# Sockenbacka
Sockenbacka (finska: Pitäjänmäki) är ett distrikt och en stadsdel med järnvägsstation i Helsingfors.
Stadsdelar inom distriktet Sockenbacka är Sockenbacka och Kånala.
Delområden inom stadsdelen Sockenbacka är Smedjebacka, Tali, Reimars, Martas och Sockenbacka företagsområde. 
I Sockenbacka finns Finlands största koncentration av IT-arbetsplatser, med bland annat Nokia på flera ställen. Sockenbacka industriområde, som förut hette Sockenbacka industriområde, byggdes om till kontor och bostäder på 1990-talet, men produktionen i ABB:s stora fabriksbyggnad stannade kvar. I början av år 2013 förändrades även områdets namn till Sockenbacka företagsområde.
Sockenbacka anslöts till Helsingfors 1946 i "Stora inkorporeringen". Dessförinnan hade Sockenbacka varit ett samhälle med sammanträngd befolkning i Helsinge kommun sedan 1908. Kustbanan Åbo-Helsingfors med Sockenbacka järnvägsstation öppnade 1903.

## Bildgalleri

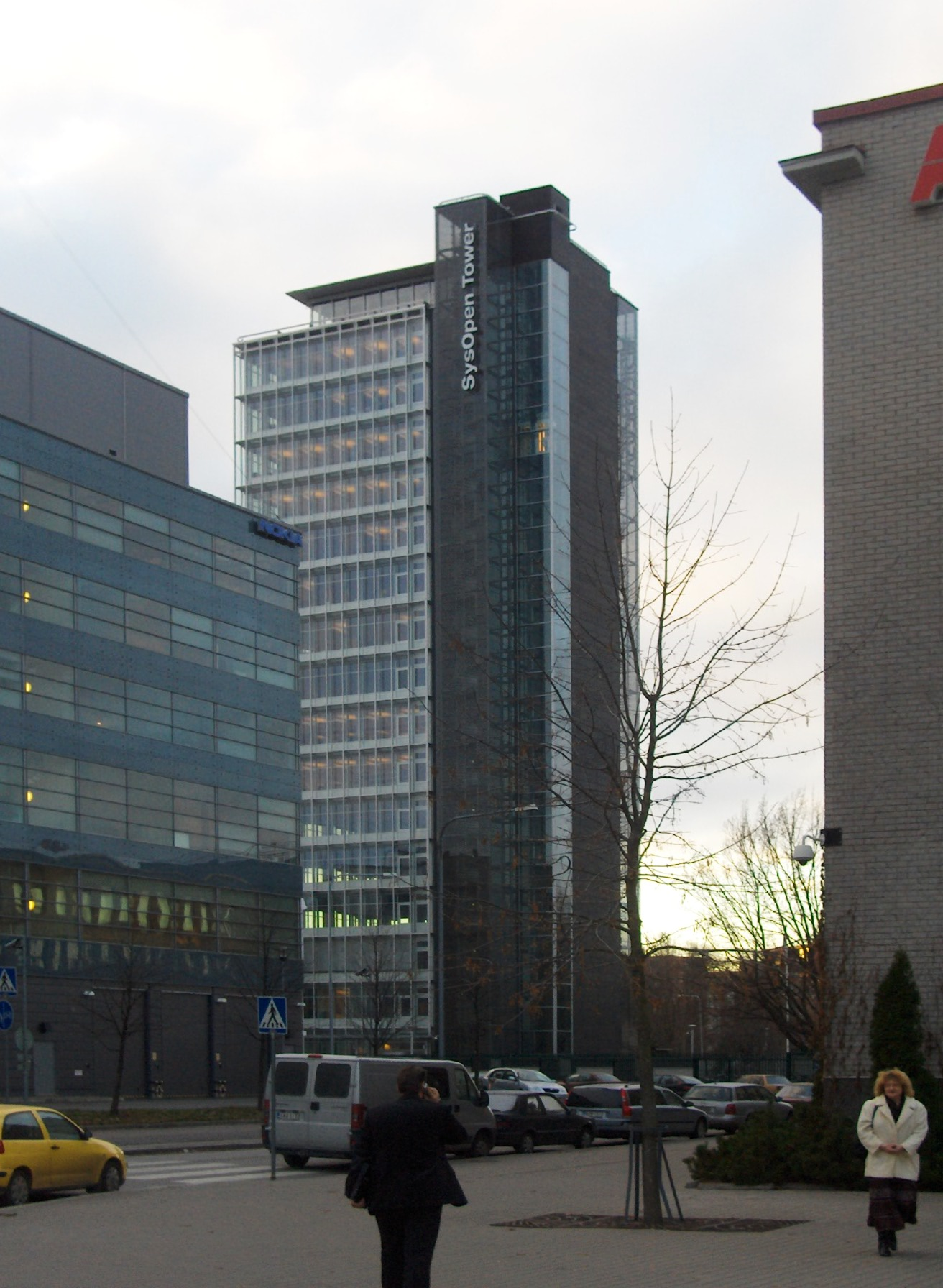
IT-kontor i Sockenbacka
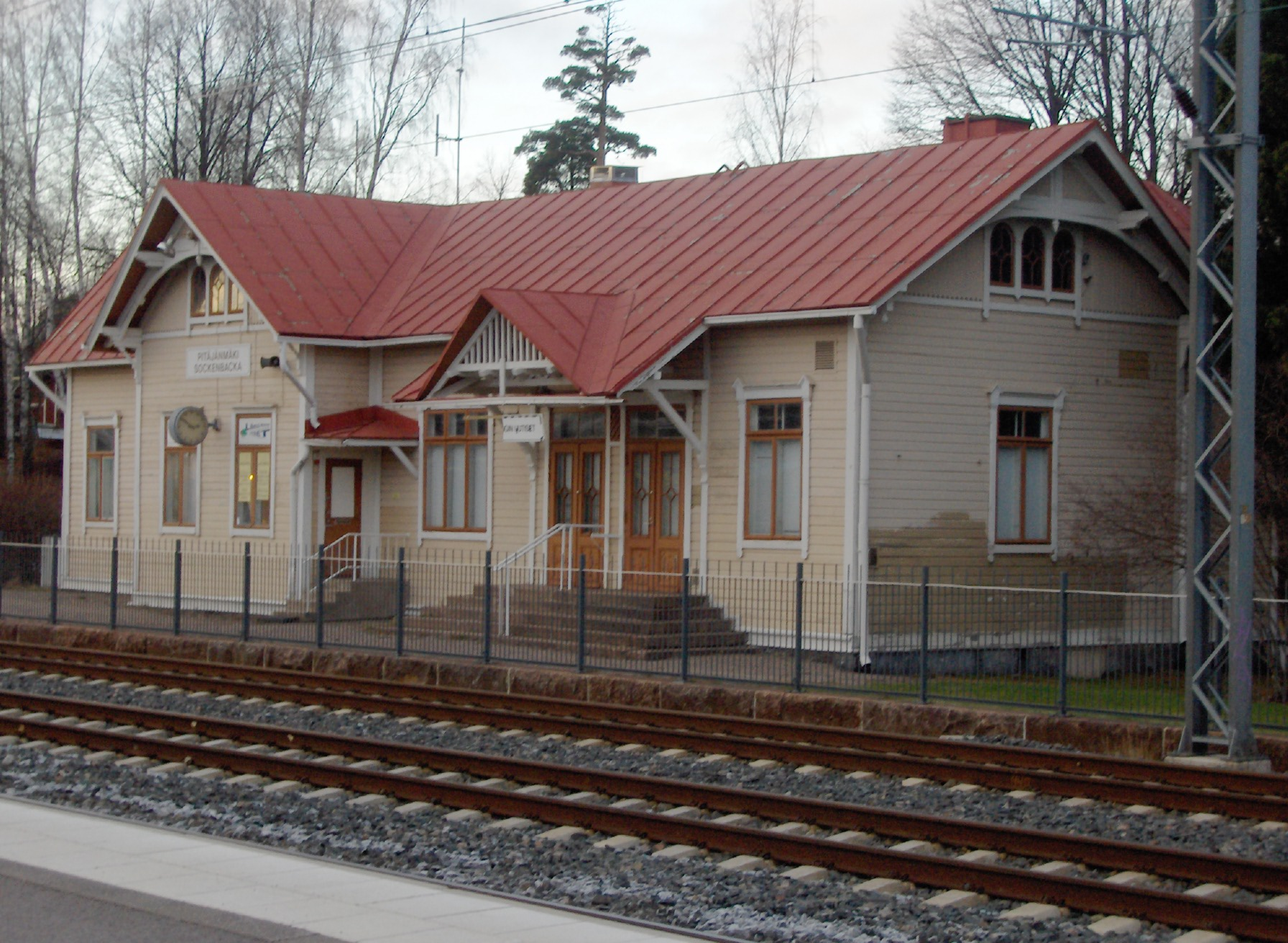
Sockenbacka järnvägsstation